# Octobre 1949

## Évènements
- 1er octobre : Mao Zedong proclame à Pékin la république populaire de Chine[1], alors que Tchang Kaï-chek s'enfuit dans l'île de Formose (Taiwan). Mao devient le premier président de la république populaire de Chine. Chou En-Lai est nommé Premier ministre.

- 2 octobre : démarrage officiel du journal télévisé français.

- 6 octobre : en France, chute du gouvernement Henri Queuille (1)[2].

- 7 octobre : proclamation de la République démocratique allemande (RDA)[3].

- 9 octobre : en France, début des émissions religieuses télévisées.

- 10 octobre : première Fête du peuple, organisée à Delémont (canton suisse du Jura) par le Rassemblement jurassien.

- 11 octobre : Ottawa adopte une loi faisant de la Cour suprême le tribunal de dernière instance de Canada. Le droit d'en appeler au Conseil privé de Londres est ainsi aboli[4].

- 12 octobre : en Suisse, inauguration des bâtiments de l’École fédérale de gymnastique et de sport à Macolin (Canton de Berne)et de l’École fédérale des douanes à Liestal (canton de Bâle-Campagne).

- 13 octobre : 
  - France : création de l'Union Aéromaritime de transport (UAT), future UTA.
  - Création de l'Union aéromaritime de transport (UAT), future UTA.

- 14 octobre :
  - La commission municipale d'études des problèmes de la circulation et du transport à Montréal approuve la construction d'un premier réseau de métro.
  - Prise de Canton par les communistes chinois.
  - La locomotive CC 7101 relie en deux heures Tours à Paris.

- 15 octobre : exécution du ministre hongrois László Rajk, pour « titisme ».

- 16 octobre : 
  - fin de la guerre civile en Grèce. Défaite des partisans communistes.
  - Jules Isaac demande au pape Pie XII la révision du pro perfidis Judaeis, oraison prononcée lors de la prière du Vendredi saint.

- 18 octobre : les dix premiers ministres provinciaux du Canada acceptent l'invitation de Louis St-Laurent d'assister à une conférence fédérale-provinciale en janvier prochain afin d'en venir à une entente sur des amendements à la Constitution.

- 26 octobre : le cinéaste Pier Paolo Pasolini est exclu du Parti communiste italien pour « indignité morale et politique ».

- 27 octobre : En France, début du gouvernement Georges Bidault (2)[2].

- 28 octobre : le boxeur Marcel Cerdan, compagnon d'Édith Piaf; la violoniste Ginette Neveu et le peintre Bernard Boutet de Monvel meurent dans un accident d'avion.

- 30 octobre : à la suite de l’occupation de terres appartenant à des latifundia, de violentes manifestations éclatent en Calabre. D’autres sanglantes manifestations ont lieu en novembre et en décembre.

## Naissances
- 1er octobre : 
  - Jean-Claude Skrela, joueur de rugby à XV français
  - André Rieu, musicien et homme d'affaires néerlandais.
- 2 octobre :
  - Richard Hell, chanteur et bassiste américain des groupes de punk-rock Television, The Heartbreakers et The Voidoids
  - Annie Leibovitz, photographe américaine, auteur de photos de stars du rock pour le magazine Rolling Stone
- 3 octobre : Paulette Guinchard-Kunstler, personnalité politique française († 4 mars 2021).
- 6 octobre :
  - Bobby Farrell, chanteur arubais du groupe disco Boney M.
  - Nicolas Peyrac, auteur-compositeur-interprète français
- 7 octobre : 
  - Gabriel Yared, compositeur libanais.
  - Alice Walton, héritière de Sam Walton, fondateur de la chaîne américaine de supermarchés Walmart.
- 8 octobre : Sigourney Weaver, actrice américaine.
- 9 octobre : Fan Chung, mathématicienne américaine.
- 12 octobre : Gurbax Malhi, homme politique canadien.
- 13 octobre : Marisol Malaret, mannequin portoricaine († 19 mars 2023).
- 14 octobre : Françoise Pascal, actrice d'origine Mauricienne ;
- 15 octobre : Harold Albrecht, politicien canadien.
- 16 octobre : Francine Allard, romancière canadienne
- 17 octobre : Owen Arthur, homme politique Barbadian († 27 juillet 2020).
- 18 octobre : Enriqueta Compte y Riqué, pédagogue uruguayenne (° 31 décembre 1866).
- 20 octobre : Valeri Borzov, athlète russe
- 21 octobre : 
  - Anne-Grete Strøm-Erichsen, femme politique norvégienne, ancien ministre de la Défense de Norvège.
  - Benyamin Netanyahou, Homme d'état israélien et premier ministre d'Israël de 1996 à 1999 et de 2009 à 2021 et depuis 2022.
- 22 octobre :
  - Stiv Bators, chanteur américain des groupes de rock The Dead Boys et The Lords of the New Church
  - Arsène Wenger, footballeur puis entraîneur français
- 23 octobre : René Metge, pilote automobile de rallye français
- 25 octobre : 
  - Victorine Dakouo, femme politique malienne.
  - Réjean Houle, joueur et administrateur québécois de hockey sur glace.
- 30 octobre : Jean-Marie Guéhenno, diplomate français.
- 31 octobre : Terrence W. Wilcutt, astronaute américain.

## Décès
- 8 octobre : Leonor Michaelis (né en 1875), biochimiste et médecin allemand.
- 20 octobre : Jacques Copeau, écrivain, acteur et animateur français.
- 28 octobre :
  - Marcel Cerdan, boxeur français (tué dans un accident d'avion) (° 22 juillet 1916).
  - Ginette Neveu, violoniste française (tuée dans le même accident d'avion que celui de Marcel Cerdan) (° 11 août 1919).
- 29 octobre : G.I. Gurdjieff, occultiste arménien.